# Міяхара Ю
Ю Міяхара (яп. 宮原優; нар. 27 квітня 1994, префектура Тояма) — японська борчиня вільного стилю, срібна та бронзова призерка чемпіонатів Азії, дворазова володарка та дворазова срібна призерка Кубків світу.

## Життєпис
Закінчила середню школу Абе Гакуїн, Токіо. 
Боротьбою почала займатися з 2002 року. У 2010 році стала чемпіокою Азії серед кадетів. Того ж року здобула чемпіонське звання на Літних юнацьких Олімпійських іграх. Наступного року стала чемпіокою світу серед кадетів. У 2012 році стала чемпіокою Азії серед юніорів. Наступного року здобула чемпіонський титул чемпіонату світу серед юніорів, а ще через рік стала дворазовою чемпіокою світу серед юніорів.
Виступає за борцівський клуб університету Тойо, Токіо. Тренер — Тадасі Вакамацу.

## Спортивні результати на міжнародних змаганнях

### Виступи на Чемпіонатах світу
| Змагання                        | Збірна | Вагова категорія          | Місце |
| ------------------------------- | ------ | ------------------------- | ----- |
| Чемпіонат світу з боротьби 2013 | Японія | жіноча боротьба, до 51 кг | 9     |

### Виступи на Чемпіонатах Азії
| Змагання                       | Збірна | Вагова категорія          | Місце  |
| ------------------------------ | ------ | ------------------------- | ------ |
| Чемпіонат Азії з боротьби 2012 | Японія | жіноча боротьба, до 51 кг | Срібло |
| Чемпіонат Азії з боротьби 2018 | Японія | жіноча боротьба, до 53 кг | Бронза |

### Виступи на Кубках світу
| Змагання                    | Збірна | Вагова категорія          | Місце  |
| --------------------------- | ------ | ------------------------- | ------ |
| Кубок світу з боротьби 2012 | Японія | жіноча боротьба, до 51 кг | Срібло |
| Кубок світу з боротьби 2013 | Японія | жіноча боротьба, до 51 кг | Срібло |
| Кубок світу з боротьби 2015 | Японія | жіноча боротьба, до 48 кг | Золото |
| Кубок світу з боротьби 2018 | Японія | команда                   | Золото |

### Виступи на інших змаганнях
| Змагання                                         | Збірна | Вагова категорія          | Місце  |
| ------------------------------------------------ | ------ | ------------------------- | ------ |
| Золотий Гран-прі з боротьби 2011 (Красноярськ)   | Японія | жіноча боротьба, до 51 кг | 5      |
| Золотий Гран-прі з боротьби 2011 (Баку)          | Японія | жіноча боротьба, до 51 кг | 12     |
| Золотий Гран-прі з боротьби 2012 (Баку)          | Японія | жіноча боротьба, до 51 кг | Золото |
| Klippan Lady Open 2013                           | Японія | жіноча боротьба, до 51 кг | Золото |
| Klippan Lady Open 2014                           | Японія | жіноча боротьба, до 48 кг | 13     |
| Гран-прі «Іван Яригін» 2015                      | Японія | жіноча боротьба, до 48 кг | Бронза |
| Міжнародний меморіал Дейва Шульца 2017           | Японія | жіноча боротьба, до 53 кг | Золото |
| Гран-прі «Іван Яригін» 2018                      | Японія | жіноча боротьба, до 53 кг | Золото |
| Всеяпонський відкритий чемпіонат з боротьби 2018 | Японія | жіноча боротьба, до 53 кг | Срібло |
| Відкритий чемпіонат Китаю з боротьби 2018        | Японія | жіноча боротьба, до 53 кг | Золото |
| Чемпіонат Японії з боротьби 2019                 | Японія | жіноча боротьба, до 53 кг | 5      |

### Виступи на змаганнях молодших вікових груп
| Змагання                                      | Збірна | Вагова категорія          | Місце  |
| --------------------------------------------- | ------ | ------------------------- | ------ |
| Чемпіонат Азії з боротьби серед кадетів 2010  | Японія | жіноча боротьба, до 46 кг | Золото |
| Літні юнацькі Олімпійські ігри 2010           | Японія | жіноча боротьба, до 46 кг | Золото |
| Чемпіонат світу з боротьби серед кадетів 2011 | Японія | жіноча боротьба, до 49 кг | Золото |
| Чемпіонат Азії з боротьби серед юніорів 2012  | Японія | жіноча боротьба, до 51 кг | Золото |
| Чемпіонат світу з боротьби серед юніорів 2013 | Японія | жіноча боротьба, до 51 кг | Золото |
| Чемпіонат світу з боротьби серед юніорів 2014 | Японія | жіноча боротьба, до 48 кг | Золото |